# Parisina (Lord Byron)
Parisina est un poème de Lord Byron publié en 1816. 

## Résumé

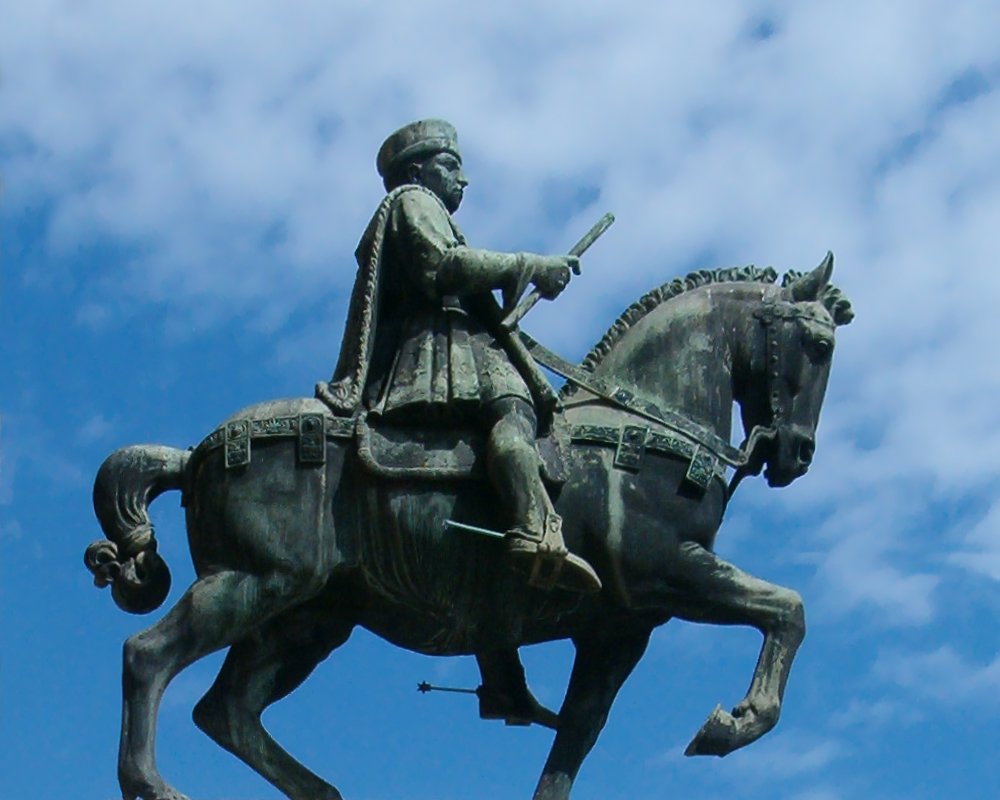
Monument à Nicolo III d’Este à Ferrare

Le récit se déroule en Italie au XVe siècle. Parisina se rend nuitamment auprès de son amant, Hugo, puis retourne dans son lit auprès de son mari. Parisina parlant dans son sommeil, son époux, le duc d’Este Azo, découvre son infidélité, et  que son amant n'est autre que son fils adultérin. Azo fait décapiter son fils sous les yeux horrifiés de son épouse. Plus tard, elle disparaît (probablement dans un couvent) tandis qu'il se remarie et fait d'autres enfants mais pleure son fils perdu.

## Inspirations
Byron s'inspire d'un fait historique relaté par Gibbon, et qu'il cite dans sa préface : « Sous le règne de Nicolas III (1393-1441), Ferrare fut souillée par une tragédie domestique. Sur le témoignage d'un de ses gens, le marquis d'Este découvrit les amours incestueuses de sa femme Parisina avec Hugo, son fils naturel, beau et vaillant jeune homme. Ils furent tous deux décapités dans le château, par la sentence d'un père et d'un mari, qui publia sa honte et survécut à leur exécution. Il fut malheureux, s'ils furent coupables ; s'ils furent innocents, il fut encore plus malheureux. »

En 1418 Nicolas III d’Este avait épousé en secondes noces Laura Malatesta, surnommée Parisina, fille d'Andrea Malatesta, de qui il eut trois enfants. C’est le 21 mai 1425 qu’il la fit décapiter pour adultère, ainsi que son fils Ugo. Byron changea le nom de Nicolas pour Azo, pour des raisons de « mètre poétique » comme il l’indique dans sa Préface à Parisina.
Parisina fut écrit au moment du mariage de Byron avec Annabella Millbank. Comme pour la Fiancée d'Abydos, Byron évoque une relation amoureuse incestueuse, Hugo étant le beau fils de Parisina, qui, ici, se double d'un adultère. On ne peut s'empêcher d’y trouver un écho à sa relation avec sa demi-sœur Augusta : « Mais il le faut ; ils doivent se séparer dans cet abattement redoutable du cœur, avec ce frisson intime et glacé qui suit immédiatement les actions coupables . »
Le poème de Byron inspira Felice Romani pour le livret de l’opéra de Gaetano Donizetti, Parisina, crée au Teatro della Pergola de Florence le 17 mars 1833, ainsi que Gabriele d'Annunzio pour le livret de l’opéra homonyme de Pietro Mascagni.

## Source
- Œuvres complètes de Lord Byron, traduction de Benjamin Laroche, 1847

## Article Connexe
- Nicolas III d’Este
- Ginevra d’Este, fille de Parisina
- Parisina, opéra de Gaetano Donizetti